# Melo (gênero)
Melo (nomeado, em inglês, baler) é um gênero de moluscos gastrópodes marinhos predadores pertencente à família Volutidae. Foi classificado por Broderip in Sowerby I, em 1826. Sua espécie-tipo é Melo melo; com sua primeira espécie descita, como Voluta aethiopica, por Carolus Linnaeus, em 1758, sendo Melo aethiopicus. Sua distribuição geográfica abrange o oeste do oceano Pacífico (na Grande Barreira de Coral e outros recifes de coral) e região do Indo-Pacífico. Melo tem conchas globosas, muito grandes, e corpos enormes. Na espécie Melo amphora, da Austrália, ela pode atingir 50.0 centímetros. A denominação baler (de "bale"; um grande pacote ou pacote preparado para embarque, armazenamento ou venda) provém do fato que tenham servido aos povos da Oceania como recipiente de transporte de água nas suas canoas.

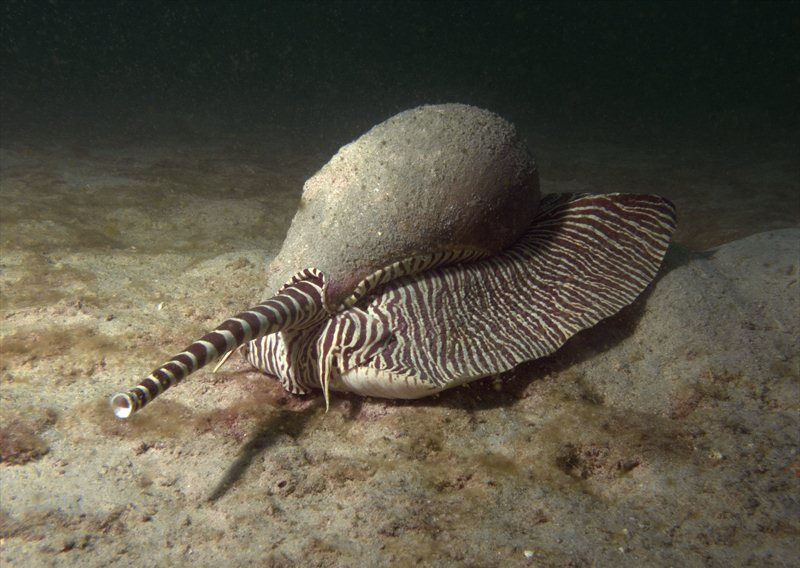
A espécie Melo amphora com o animal.

## Espécies deMelo

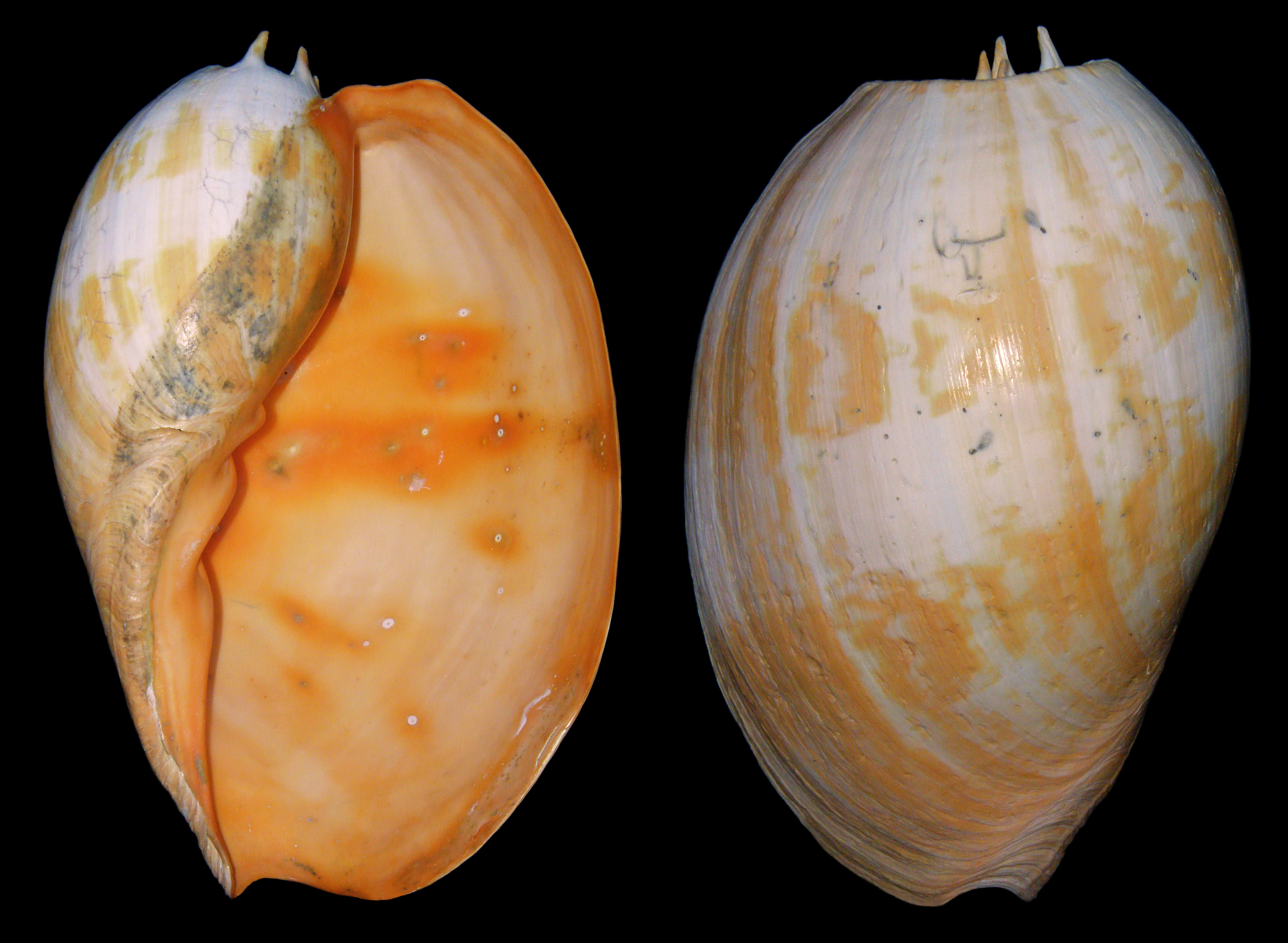
A espécie Melo amphora tem conchas que podem atingir os 50.0 centímetros e seu habitat fica na região sudoeste do oceano Pacífico, do sul da Indonésia e Papua-Nova Guiné até a metade norte da Austrália.

Melo aethiopicus (Linnaeus, 1758)
Melo amphora (Lightfoot, 1786)
Melo ashmorensis Morrison & Wells, 2005
Melo broderipii (Gray in Griffith & Pidgeon, 1833)
Melo georginae (Gray in Griffith & Pidgeon, 1833)
Melo melo (Lightfoot, 1786) - Espécie-tipo
Melo miltonis (Gray in Griffith & Pidgeon, 1833)
Melo umbilicatus Broderip in G. B. Sowerby I, 1826
- A espécie Melo amphora tem conchas que podem atingir os 50.0 centímetros e seu habitat fica na região sudoeste do oceano Pacífico, do sul da Indonésia e Papua-Nova Guiné até a metade norte da Austrália.[7]